# Nothing Is Sound
Nothing Is Sound è il quinto album in studio del gruppo alternative rock statunitense Switchfoot, pubblicato nel 2005.

## Tracce
1. Lonely Nation – 3:45
2. Stars – 4:20
3. Happy Is a Yuppie Word – 4:51
4. The Shadow Proves the Sunshine – 5:04
5. Easier Than Love – 4:29
6. The Blues – 5:17
7. The Setting Sun – 4:24
8. Politicians – 3:28
9. Golden – 3:36
10. The Fatal Wound – 2:44
11. We Are One Tonight – 4:42
12. Daisy – 4:18

## Formazione
- Jon Foreman - voce, chitarra
- Jerome Fontamillas - tastiere, chitarra, cori
- Andrew Shirley - chitarra, cori
- Tim Foreman - basso, cori
- Chad Butler - batteria, percussioni

## Classifiche
| Classifica               | Posizione massima |
| ------------------------ | ----------------- |
| Australian Albums Chart  | 25                |
| Japanese Albums Chart    | 73                |
| New Zealand Albums Chart | 31                |
| US Billboard 200         | 3                 |
| US Top Christian albums  | 1                 |